# 佐々木謙
佐々木 謙（ささき けん、1946年または1947年 - ）は、日本の地方公務員。仙台市助役、宮城県日中友好協会会長を歴任。瑞宝小綬章受章。

## 人物・経歴
仙台市役所入庁、2001年 (平成13年) 4月 同市環境局長を佐藤寛美と交代し瀬川安弘の後任として同市財政局長、2003年9月 斉藤親の後任として仙台市助役、2004年12月 助役を辞職。
公益社団法人日本中国友好協会理事、宮城県日中友好協会会長。2020年10月 仙台市の郡和子市長とともに中国・長春市との国際友好都市提携40周年を記念し、同市の市長らとオンライン会談。

## その他役職
- 一般財団法人航空宇宙技術振興財団 監事[7]
- あおば厚生福祉会 評議員[5]

## 栄典
2020年11月 令和2年秋の叙勲で地方自治功労により瑞宝小綬章を受章。